# Elfriede Bachmann
Elfriede Bachmann (geboren 1936; gestorben am 24. Juni 2023 in Bremervörde) war eine deutsche Historikerin aus Bremervörde.

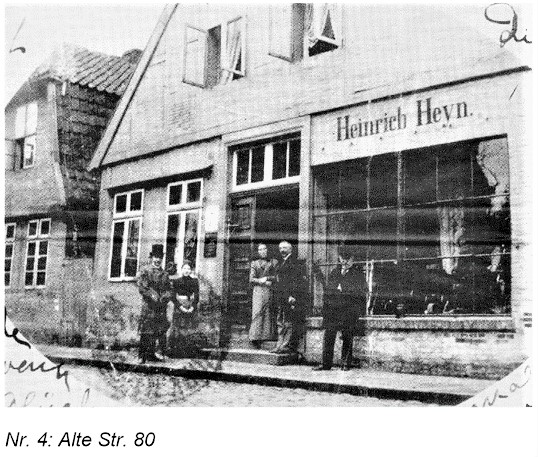
Familie Heyn vor ihrem Haus in der Alten Straße 80 in Bremervörde

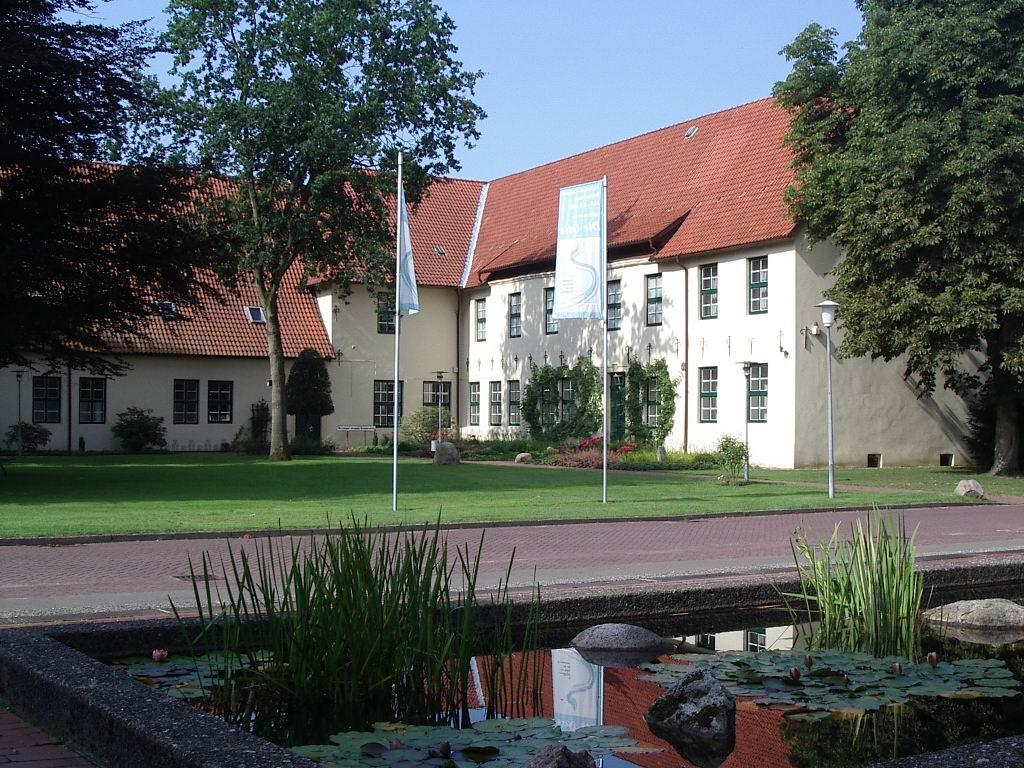
Das Alte Kreishaus in Bremervörde (Vorderseite), heute Bachmann-Museum. Fotografiert von Benutzer:Geoz.

## Geschichte
Als Tochter vom Heimatforscher August Bachmann trat sie in die Fußstapfen ihres Vaters und erstellte ihre Doktorarbeit über die Geschichte vom Kloster Zeven. Rund 28 Jahre arbeitete sie als Kreisarchivarin im Landkreis Bremervörde und danach im Landkreis Rotenburg.
Die Heimatforscherin, der viele Arbeiten zur Geschichte des Ostelandes zu verdanken sind, macht auch nach ihrer Pensionierung Museumsführungen und hält Vorträge. Außerdem schreibt sie Veröffentlichungen zur regionalen Geschichte sowie Kurzbiographien bedeutender Persönlichkeiten.

## Gedenktafel jüdische Bürger
An der Außenwand des Rathauses in Bremervörde wurde am 72. Jahrestag des Novemberpogroms von 1938 die bronzene Gedenktafel „Geächtet – vertrieben – ermordet“ angebracht. Sie trägt die Namen von 41 ehemaligen jüdischen Bremervörder Bürgern,u. a. der Familie Heyn und Spiegel, die während der NS-Zeit aus Deutschland vertrieben oder in den „Lagern des Ostens“ ermordet wurden.
Unter den Ausreisenden befand sich das Ehepaar Otto und Elfriede Spiegel (geb. Rosenthal), das seit 1934 in Bremervörde, Bergstraße 21 (andere Quelle Bergstraße 13) bei der Familie Holst gelebt hatte. Die Tochter des Hauses, erzählte, dass Elfriede Spiegel ihr damals auf ihrem Klavier Unterricht erteilte. Das Klavier verkaufte das Ehepaar Spiegel notgedrungen an die Familie Holst, um eine beschwerliche und wochenlange Schiffspassage über Italien nach Shanghai zu bezahlen. Eine der wenigen Möglichkeiten für Juden, Deutschland ohne Visum zu verlassen. Das Ehepaar Spiegel emigrierte über Hamburg nach Shanghai und lebte später in Kalifornien/USA. Dieses Projekt konnte nur durch die ausgezeichneten Vorarbeiten von Elfriede Bachmann durch entsprechende Recherchen und mehrere Publikationen über die Geschichte der Bremervörder Juden durchgeführt werden.

## Stiftung Bachmann-Museum Bremervörde
Im Jahr 2001 errichtete Elfriede Bachmann gemeinsam mit dem Landkreis Rotenburg die Stiftung Bachmann-Museum Bremervörde, das seit 1960 in dem Vorwerk und dem Kanzleigebäude (Alte Bremervörder Kreishaus) des Bremervörder Schlosses besteht. Hier wurde die Privatsammlung ihres Vaters, dem Heimatforscher August Bachmann, untergebracht.
Die Sammlung besteht neben den geologischen Fundstücken mit vielen versteinerten Tier- und Pflanzenresten auch aus Werkzeugen oder Schmuckstücken der Steinzeit, Bronze- und Eisenzeit sowie der Neuzeit. Interessant sind zahlreiche Funde aus den umliegenden Mooren wie Wagenteile, Schmuck und Kleidung sowie Käfer- und Pflanzenreste, die präsentiert werden. Hier ist ein Modell der ehemaligen Schloss- und Festungsanlage von Bremervörde, im Mittelalter eine der bedeutendsten Burgen im Elbe-Weser-Dreieck, ausgestellt.
Das Ziel der Stiftung ist es, das Museum und die Sammlung dauerhaft zu erhalten, zu erweitern sowie kulturell und wissenschaftlich zu erschließen.
2011 wurde Elfriede Bachmann auch dafür mit dem Ehrenzeichen in Gold des Landkreises Rotenburg ausgezeichnet.

## Schriften
Neben ihrer Dissertation wurden über 200 Schriften zur Regionalgeschichte von ihr veröffentlicht u. a:.
- 100 Jahre Stadt Kattowitz. Verlag Oberschlesischer Kurier, Salzgitter-Bad 1965.
- Das Kloster Heeslingen-Zeven. Verfassungs- und Wirtschaftsgeschichte. Selbstverlag des Stader Geschichts- und Heimatverein, 1966.
- Iselersheim [Bremervörde-Iselersheim]. Gemeindeverwaltung, 1980.
- Die israelitische Familie Heyn in Bremervörde. In: Rotenburger Schriften. Heft 66/67, 1987, S. 209–234.
- mit Rainer Brandt: Bremervörde Bilder aus der Geschichte einer Stadt. Stadt Bremervörde, 1987.
- Juden in Bremervörde im 18. Jahrhundert. In: Jahrbuch der Männer vom Morgenstern. 69, 1990, S. 27–45.
- Zur Geschichte der Juden in der Stadt Bremervörde insbesondere im 20. Jahrhundert. In: Rotenburger Schriften. Heft 74/75, 1991, S. 129–200.
- Arbeiten Naturkunde – Urgeschichte – Geschichte – Volkskunde. Bachmann, Rotenburg (Wümme) 1993.
- Hanstedt und die Börde Rhade im Landkreis Rotenburg (Wümme) Stade. Landschaftsverband der Ehemaligen Herzogtümer Bremen und Verden, 2000.
- Urkundenbuch des Klosters Zeven. Wallstein, Göttingen 2016.
- Die Strassennamen der Stadt Bremervörde. Landschaftsverband Stade, 2020.